# Temporada 1961 de Fórmula 1
La temporada 1961 de Fórmula 1 fue la 12.ª del Campeonato Mundial de Fórmula 1 de la FIA. Se disputó entre el 14 de mayo y el 8 de octubre. El campeonato consistió en ocho carreras. Phil Hill ganó su único Campeonato de Pilotos, mientras que Ferrari ganó su primer Campeonato de Constructores.

## Resumen
El primer año de los 1.5 litros fue dominado por la Scuderia Ferrari. Solamente Stirling Moss, pilotando un Lotus, pudo batir a Ferrari.
Giancarlo Baghetti, con un Ferrari privado, ganó el GP de Francia en su debut en el campeonato, siendo el único piloto que lo ha conseguido (sin contar 1950).
La lucha por el campeonato entre los pilotos de Ferrari acabó en tragedia cuando Wolfgang von Trips colisionó con Jim Clark en el Monza, lanzando el monoplaza de von Trips por el aire, matando a su conductor y a 14 espectadores.
Phil Hill se convertiría en el primer estadounidense en ganar el Campeonato Mundial de Pilotos de Fórmula 1.

## Escuderías y pilotos
| Escudería                  | Chasis    | Chasis      | Motor                                 | Piloto                  | Rondas      |
| -------------------------- | --------- | ----------- | ------------------------------------- | ----------------------- | ----------- |
| Porsche System Engineering | Porsche   | 787 718/2   | Porsche 547/3 1.5 F4                  | Joakim Bonnier          | Todas       |
| Porsche System Engineering | Porsche   | 787 718/2   | Porsche 547/3 1.5 F4                  | Dan Gurney              | Todas       |
| Porsche System Engineering | Porsche   | 787 718/2   | Porsche 547/3 1.5 F4                  | Hans Herrmann           | 1, 6        |
| Scuderia Colonia           | Lotus     | 18          | Climax FPF 1.5 L4                     | Michael May             | 1, 4, 6     |
| Scuderia Colonia           | Lotus     | 18          | Climax FPF 1.5 L4                     | Wolfgang Seidel         | 3, 5–7      |
| Equipe Nationale Belge     | Emeryson  | 61          | Maserati Tipo 6 1.5 L4                | Olivier Gendebien       | 1           |
| Equipe Nationale Belge     | Emeryson  | 61          | Maserati Tipo 6 1.5 L4                | Lucien Bianchi          | 1           |
| Equipe Nationale Belge     | Emeryson  | 61          | Climax FPF 1.5 L4                     | André Pilette           | 7           |
| Equipe Nationale Belge     | Lotus     | 18          | Climax FPF 1.5 L4                     | Willy Mairesse          | 3           |
| Equipe Nationale Belge     | Lotus     | 18          | Climax FPF 1.5 L4                     | Lucien Bianchi          | 3           |
| Camoradi International     | Cooper    | T53         | Climax FPF 1.5 L4                     | Masten Gregory          | 1–5         |
| Camoradi International     | Cooper    | T53         | Climax FPF 1.5 L4                     | Ian Burgess             | 6           |
| Camoradi International     | Lotus     | 18          | Climax FPF 1.5 L4                     | Ian Burgess             | 2–5         |
| Owen Racing Organisation   | BRM       | P48/57      | Climax FPF 1.5 L4                     | Tony Brooks             | Todas       |
| Owen Racing Organisation   | BRM       | P48/57      | Climax FPF 1.5 L4                     | Graham Hill             | Todas       |
| R.R.C. Walker Racing Team  | Lotus     | 18 18/21 21 | Climax FPF 1.5 L4                     | Stirling Moss           | Todas       |
| R.R.C. Walker Racing Team  | Ferguson  | P99         | Climax FPF 1.5 L4                     | Stirling Moss           | 5           |
| R.R.C. Walker Racing Team  | Ferguson  | P99         | Climax FPF 1.5 L4                     | Jack Fairman            | 5           |
| Yeoman Credit Racing Team  | Cooper    | T53         | Climax FPF 1.5 L4                     | John Surtees            | Todas       |
| Yeoman Credit Racing Team  | Cooper    | T53         | Climax FPF 1.5 L4                     | Roy Salvadori           | 4–8         |
| Cooper Car Company         | Cooper    | T55 T58     | Climax FPF 1.5 L4 Climax FWMV 1.5 V8  | Jack Brabham            | Todas       |
| Cooper Car Company         | Cooper    | T55 T58     | Climax FPF 1.5 L4 Climax FWMV 1.5 V8  | Bruce McLaren           | Todas       |
| Team Lotus                 | Lotus     | 21 18 18/21 | Climax FPF 1.5 L4                     | Jim Clark               | Todas       |
| Team Lotus                 | Lotus     | 21 18 18/21 | Climax FPF 1.5 L4                     | Innes Ireland           | 1, 3–8      |
| Team Lotus                 | Lotus     | 21 18 18/21 | Climax FPF 1.5 L4                     | Trevor Taylor           | 2           |
| Team Lotus                 | Lotus     | 21 18 18/21 | Climax FPF 1.5 L4                     | Willy Mairesse          | 4           |
| UDT Laystall Racing Team   | Lotus     | 18 18/21    | Climax FPF 1.5 L4                     | Cliff Allison           | 1, 3        |
| UDT Laystall Racing Team   | Lotus     | 18 18/21    | Climax FPF 1.5 L4                     | Henry Taylor            | 1, 3–5, 7   |
| UDT Laystall Racing Team   | Lotus     | 18 18/21    | Climax FPF 1.5 L4                     | Lucien Bianchi          | 4–5         |
| UDT Laystall Racing Team   | Lotus     | 18 18/21    | Climax FPF 1.5 L4                     | Juan Manuel Bordeu      | 4           |
| UDT Laystall Racing Team   | Lotus     | 18 18/21    | Climax FPF 1.5 L4                     | Masten Gregory          | 7–8         |
| UDT Laystall Racing Team   | Lotus     | 18 18/21    | Climax FPF 1.5 L4                     | Olivier Gendebien       | 8           |
| Scuderia Ferrari SpA SEFAC | Ferrari   | 156         | Ferrari 178 1.5 V6 Ferrari 188 1.5 V6 | Richie Ginther          | 1–7         |
| Scuderia Ferrari SpA SEFAC | Ferrari   | 156         | Ferrari 178 1.5 V6 Ferrari 188 1.5 V6 | Phil Hill               | 1–7         |
| Scuderia Ferrari SpA SEFAC | Ferrari   | 156         | Ferrari 178 1.5 V6 Ferrari 188 1.5 V6 | Wolfgang von Trips      | 1–7         |
| Scuderia Ferrari SpA SEFAC | Ferrari   | 156         | Ferrari 178 1.5 V6 Ferrari 188 1.5 V6 | Olivier Gendebien       | 3           |
| Scuderia Ferrari SpA SEFAC | Ferrari   | 156         | Ferrari 178 1.5 V6 Ferrari 188 1.5 V6 | Willy Mairesse          | 6           |
| Scuderia Ferrari SpA SEFAC | Ferrari   | 156         | Ferrari 178 1.5 V6 Ferrari 188 1.5 V6 | Ricardo Rodríguez       | 7           |
| Scuderia Serenissima       | Cooper    | T51         | Maserati Tipo 6 1.5 L4                | Maurice Trintignant     | 1, 3–4, 6–7 |
| Scuderia Serenissima       | De Tomaso | F1          | OSCA 372 1.5 L4                       | Giorgio Scarlatti       | 4           |
| Scuderia Serenissima       | De Tomaso | F1          | Alfa Romeo Giulietta 1.5 L4           | Nino Vaccarella         | 7           |
| Ecurie Maarsbergen         | Porsche   | 718         | Porsche 547/3 1.5 F4                  | Carel Godin de Beaufort | 2–7         |
| Ecurie Maarsbergen         | Porsche   | 718         | Porsche 547/3 1.5 F4                  | Hans Herrmann           | 2           |
| H&L Motors                 | Cooper    | T53         | Climax FPF 1.5 L4                     | Jackie Lewis            | 3–7         |
| Tony Marsh                 | Lotus     | 18          | Climax FPF 1.5 L4                     | Tony Marsh              | 3, 5–6      |
| Scuderia Centro Sud        | Cooper    | T53 T51     | Maserati Tipo 6 1.5 L4                | Lorenzo Bandini         | 3, 5–7      |
| Scuderia Centro Sud        | Cooper    | T53 T51     | Maserati Tipo 6 1.5 L4                | Massimo Natili          | 5, 7        |
| Bernard Collomb            | Cooper    | T53         | Climax FPF 1.5 L4                     | Bernard Collomb         | 4, 6        |
| Tim Parnell                | Lotus     | 18          | Climax FPF 1.5 L4                     | Tim Parnell             | 5, 7        |
| Gerry Ashmore              | Lotus     | 18          | Climax FPF 1.5 L4                     | Gerry Ashmore           | 5–7         |
| Louise Bryden-Brown        | Lotus     | 18          | Climax FPF 1.5 L4                     | Tony Maggs              | 5–6         |
| Gilby Engineering          | Gilby     | 61          | Climax FPF 1.5 L4                     | Keith Greene            | 5           |
| FISA                       | Ferrari   | 156         | Ferrari 178 1.5 V6                    | Giancarlo Baghetti      | 4           |
| Scuderia Sant'Ambroeus     | Ferrari   | 156         | Ferrari 178 1.5 V6                    | Giancarlo Baghetti      | 5, 7        |
| J.B. Naylor                | JBW       | 59          | Climax FPF 1.5 L4                     | Brian Naylor            | 7           |
| Fred Tuck Cars             | Cooper    | T45         | Climax FPF 1.5 L4                     | Jack Fairman            | 7           |
| Scuderia Settecolli        | De Tomaso | F1          | OSCA 372 1.5 L4                       | Roberto Lippi           | 7           |
| Isobele de Tomaso          | De Tomaso | F1          | Alfa Romeo Giulietta 1.5 L4           | Roberto Bussinello      | 7           |
| Pescara Racing Team        | Cooper    | T45         | Maserati Tipo 6 1.5 L4                | Renato Pirocchi         | 7           |
| Gaetano Starrabba          | Lotus     | 18          | Maserati Tipo 6 1.5 L4                | Gaetano Starrabba       | 7           |
| Hap Sharp                  | Cooper    | T53         | Climax FPF 1.5 L4                     | Hap Sharp               | 8           |
| John M. Wyatt III          | Cooper    | T53         | Climax FPF 1.5 L4                     | Roger Penske            | 8           |
| J. Wheeler Autosport       | Lotus     | 18/21       | Climax FPF 1.5 L4                     | Peter Ryan              | 8           |
| Jim Hall                   | Lotus     | 18          | Climax FPF 1.5 L4                     | Jim Hall                | 8           |
| J. Frank Harrison          | Lotus     | 18          | Climax FPF 1.5 L4                     | Lloyd Ruby              | 8           |
| Momo Corporation           | Cooper    | T53         | Climax FPF 1.5 L4                     | Walt Hansgen            | 8           |

## Resultados
| N.º | Carrera                           | Fecha            | Circuito          | Piloto Ganador     | Constructor ganador | Resultados |
| --- | --------------------------------- | ---------------- | ----------------- | ------------------ | ------------------- | ---------- |
| 1   | Gran Premio de Mónaco             | 14 de mayo       | Mónaco            | Stirling Moss      | Lotus-Climax        | Resultados |
| 2   | Gran Premio de los Países Bajos   | 22 de mayo       | Zandvoort         | Wolfgang von Trips | Ferrari             | Resultados |
| 3   | Gran Premio de Bélgica            | 18 de junio      | Spa-Francorchamps | Phil Hill          | Ferrari             | Resultados |
| 4   | Gran Premio de Francia            | 2 de julio       | Reims             | Giancarlo Baghetti | Ferrari             | Resultados |
| 5   | Gran Premio de Gran Bretaña       | 15 de julio      | Aintree           | Wolfgang von Trips | Ferrari             | Resultados |
| 6   | Gran Premio de Alemania           | 6 de agosto      | Nürburgring       | Stirling Moss      | Lotus-Climax        | Resultados |
| 7   | Gran Premio de Italia             | 10 de septiembre | Monza             | Phil Hill          | Ferrari             | Resultados |
| 8   | Gran Premio de los Estados Unidos | 8 de octubre     | Watkins Glen      | Innes Ireland      | Lotus-Climax        | Resultados |

## Clasificaciones

### Sistema de puntuación
- Puntuaban los seis primeros de cada carrera.
- Se aumenta en un punto la victoria.
- Para el campeonato de constructores, solamente puntuaba el monoplaza mejor clasificado, aunque fuera de una escudería privada.

| Posición | 1.º | 2.º | 3.º | 4.º | 5.º | 6.º |
| Puntos   | 9   | 6   | 4   | 3   | 2   | 1   |

### Campeonato de Pilotos
| Pos. | Piloto                  | MON | NED | BEL | FRA | GBR | GER | ITA | USA | Puntos  |
| ---- | ----------------------- | --- | --- | --- | --- | --- | --- | --- | --- | ------- |
| 1    | Phil Hill               | 3   | 2   | 1   | 9   | 2   | (3) | 1   |     | 34 (38) |
| 2    | Wolfgang von Trips      | 4   | 1   | 2   | Ret | 1   | 2   | Ret |     | 33      |
| 3    | Stirling Moss           | 1   | 4   | 8   | Ret | Ret | 1   | Ret | Ret | 21      |
| 4    | Dan Gurney              | 5   | 10  | 6   | 2   | 7   | 7   | 2   | 2   | 21      |
| 5    | Richie Ginther          | 2   | 5   | 3   | 15  | 3   | 8   | Ret |     | 16      |
| 6    | Innes Ireland           | DNS |     | Ret | 4   | 10  | Ret | Ret | 1   | 12      |
| 7    | Jim Clark               | 10  | 3   | 12  | 3   | Ret | 4   | Ret | 7   | 11      |
| 8    | Bruce McLaren           | 6   | 12  | Ret | 5   | 8   | 6   | 3   | 4   | 11      |
| 9    | Giancarlo Baghetti      |     |     |     | 1   | Ret |     | Ret |     | 9       |
| 10   | Tony Brooks             | 13  | 9   | 13  | Ret | 9   | Ret | 5   | 3   | 6       |
| 11   | Jack Brabham            | Ret | 6   | Ret | Ret | 4   | Ret | Ret | Ret | 4       |
| 12   | John Surtees            | 11  | 7   | 5   | Ret | Ret | 5   | Ret | Ret | 4       |
| 13   | Olivier Gendebien       | DNQ |     | 4   |     |     |     |     | 11  | 3       |
| 14   | Jackie Lewis            |     |     | 9   | Ret | Ret | 9   | 4   |     | 3       |
| 15   | Joakim Bonnier          | 12  | 11  | 7   | 7   | 5   | Ret | Ret | 6   | 3       |
| 16   | Graham Hill             | Ret | 8   | Ret | 6   | Ret | Ret | Ret | 5   | 3       |
| 17   | Roy Salvadori           |     |     |     | 8   | 6   | 10  | 6   | Ret | 2       |
| NC   | Maurice Trintignant     | 7   |     | Ret | 13  |     | Ret | 9   |     | 0       |
| NC   | Carel Godin de Beaufort |     | 14  | 11  | Ret | 16  | 14  | 7   |     | 0       |
| NC   | Lorenzo Bandini         |     |     | Ret |     | 12  | Ret | 8   |     | 0       |
| NC   | Cliff Allison           | 8   |     | DNS |     |     |     |     |     | 0       |
| NC   | Roger Penske            |     |     |     |     |     |     |     | 8   | 0       |
| NC   | Hans Herrmann           | 9   | 15  |     |     |     | 13  |     |     | 0       |
| NC   | Peter Ryan              |     |     |     |     |     |     |     | 9   | 0       |
| NC   | Masten Gregory          | DNQ | DNS | 10  | 12  | 11  |     | Ret | Ret | 0       |
| NC   | Henry Taylor            | DNQ |     | DNS | 10  | Ret |     | 11  |     | 0       |
| NC   | Tim Parnell             |     |     |     |     | Ret |     | 10  |     | 0       |
| NC   | Hap Sharp               |     |     |     |     |     |     |     | 10  | 0       |
| NC   | Tony Maggs              |     |     |     |     | 13  | 11  |     |     | 0       |
| NC   | Michael May             | Ret |     |     | 11  |     | DNS |     |     | 0       |
| NC   | Ian Burgess             |     | DNS | DNS | 14  | 14  | 12  |     |     | 0       |
| NC   | Renato Pirocchi         |     |     |     |     |     |     | 12  |     | 0       |
| NC   | Trevor Taylor           |     | 13  |     |     |     |     |     |     | 0       |
| NC   | Tony Marsh              |     |     | DNS |     | Ret | 15  |     |     | 0       |
| NC   | Keith Greene            |     |     |     |     | 15  |     |     |     | 0       |
| NC   | Gerry Ashmore           |     |     |     |     | Ret | 16  | Ret |     | 0       |
| NC   | Wolfgang Seidel         |     |     | DNS |     | 17  | Ret | Ret |     | 0       |
| NC   | Bernard Collomb         |     |     |     | Ret |     | NC  |     |     | 0       |
| NC   | Lucien Bianchi          | DNQ |     | Ret | Ret | Ret |     |     |     | 0       |
| NC   | Willy Mairesse          |     |     | Ret | Ret |     | Ret |     |     | 0       |
| NC   | Jack Fairman            |     |     |     |     | DSQ |     | Ret |     | 0       |
| NC   | Giorgio Scarlatti       |     |     |     | Ret |     |     |     |     | 0       |
| NC   | Massimo Natili          |     |     |     |     | Ret |     |     |     | 0       |
| NC   | Ricardo Rodríguez       |     |     |     |     |     |     | Ret |     | 0       |
| NC   | Gaetano Starrabba       |     |     |     |     |     |     | Ret |     | 0       |
| NC   | Nino Vaccarella         |     |     |     |     |     |     | Ret |     | 0       |
| NC   | Roberto Bussinello      |     |     |     |     |     |     | Ret |     | 0       |
| NC   | Brian Naylor            |     |     |     |     |     |     | Ret |     | 0       |
| NC   | Roberto Lippi           |     |     |     |     |     |     | Ret |     | 0       |
| NC   | Jim Hall                |     |     |     |     |     |     |     | Ret | 0       |
| NC   | Lloyd Ruby              |     |     |     |     |     |     |     | Ret | 0       |
| NC   | Walt Hansgen            |     |     |     |     |     |     |     | Ret | 0       |
| NC   | André Pilette           |     |     |     |     |     |     | DNQ |     | 0       |
| Pos. | Piloto                  | MON | NED | BEL | FRA | GBR | GER | ITA | USA | Puntos  |

| Color      | Resultado                          |
| ---------- | ---------------------------------- |
| Oro        | Ganador                            |
| Plata      | 2.º puesto                         |
| Bronce     | 3.er puesto                        |
| Verde      | Finalizó en los puntos             |
| Azul       | Finalizó sin puntos                |
| Azul       | NC - No clasificado                |
| Violeta    | Ret - No terminó                   |
| Rojo       | DNQ - No se clasificó              |
| Rojo       | DNPQ - No se preclasificó          |
| Negro      | DSQ - Descalificado                |
| Blanco     | DNS - No empezó                    |
| Blanco     | WD - Retirado                      |
| Blanco     | C - Carrera cancelada              |
| Azul claro | TD - Entrenamientos libres (2003-) |
| Sin color  | DNP - Inscrito, pero no participó  |
| Sin color  | INJ - Inscrito, pero lesionado     |
| Sin color  | EX - Excluido                      |

| Estado  | Resultado                                                                             |
| ------- | ------------------------------------------------------------------------------------- |
| Negrita | Pole position                                                                         |
| Cursiva | Vuelta rápida                                                                         |
| 1-8     | Posiciones puntuables de clasificación sprint (2021-)                                 |
| †       | No acabó el Gran Premio, pero fue clasificado ya que completó el porcentaje necesario |
| ‡       | Monoplaza compartido                                                                  |
| ~       | Se otorgó la mitad de puntos ya que no se cumplió con el 75% de la carrera            |
| ≠       | No obtuvo puntos ya que era piloto invitado                                           |
| F2      | Inscrito para carrera de Fórmula 2, no sumaba puntos                                  |

#### Leyenda adicional
- Las puntuaciones sin paréntesis corresponden al cómputo oficial del Campeonato
  - La suma de la puntuación únicamente de los 5 mejores resultados del Campeonato, sin tener en cuenta los puntos que se hubieran obtenido en el resto de carreras.
- Las puntuaciones (entre paréntesis) corresponden al cómputo total de puntos obtenidos
  - La suma de la puntuación de todos los resultados del Campeonato, incluyendo los puntos obtenidos en carreras que no son computados para la clasificación final.

### Estadísticas del Campeonato de Pilotos
| Pos | Piloto                  | Puntos  | Victorias | Podios | Poles |
| --- | ----------------------- | ------- | --------- | ------ | ----- |
| 1   | Phil Hill               | 34 (38) | 2         | 6      | 5     |
| 2   | Wolfgang von Trips      | 33      | 2         | 4      | 1     |
| 3   | Stirling Moss           | 21      | 2         | 2      | 1     |
| 4   | Dan Gurney              | 21      |           | 3      |       |
| 5   | Richie Ginther          | 16      |           | 3      |       |
| 6   | Innes Ireland           | 12      | 1         | 1      |       |
| 7   | Jim Clark               | 11      |           | 2      |       |
| 8   | Bruce McLaren           | 11      |           | 1      |       |
| 9   | Giancarlo Baghetti      | 9       | 1         | 1      |       |
| 10  | Tony Brooks             | 6       |           | 1      |       |
| 11  | Jack Brabham            | 4       |           |        | 1     |
| 12  | John Surtees            | 4       |           |        |       |
| 13  | Jo Bonnier              | 3       |           |        |       |
| 14  | Olivier Gendebien       | 3       |           |        |       |
| 15  | Jackie Lewis            | 3       |           |        |       |
| 16  | Graham Hill             | 3       |           |        |       |
| 17  | Roy Salvadori           | 2       |           |        |       |
| NC  | Peter Ryan              |         |           |        |       |
| NC  | Ricardo Rodríguez       |         |           |        |       |
| NC  | Renato Pirocchi         |         |           |        |       |
| NC  | Roberto Bussinello      |         |           |        |       |
| NC  | Roberto Lippi           |         |           |        |       |
| NC  | Roger Penske            |         |           |        |       |
| NC  | Tim Parnell             |         |           |        |       |
| NC  | Tony Marsh              |         |           |        |       |
| NC  | Trevor Taylor           |         |           |        |       |
| NC  | Walt Hansgen            |         |           |        |       |
| NC  | Willy Mairesse          |         |           |        |       |
| NC  | Wolfgang Seidel         |         |           |        |       |
| NC  | Masten Gregory          |         |           |        |       |
| NC  | Tony Maggs              |         |           |        |       |
| NC  | Brian Naylor            |         |           |        |       |
| NC  | Nino Vaccarella         |         |           |        |       |
| NC  | Michael May             |         |           |        |       |
| NC  | Bernard Collomb         |         |           |        |       |
| NC  | Carel Godin de Beaufort |         |           |        |       |
| NC  | Cliff Allison           |         |           |        |       |
| NC  | Gaetano Starrabba       |         |           |        |       |
| NC  | Gerry Ashmore           |         |           |        |       |
| NC  | Giorgio Scarlatti       |         |           |        |       |
| NC  | Hans Herrmann           |         |           |        |       |
| NC  | Lorenzo Bandini         |         |           |        |       |
| NC  | André Pilette           |         |           |        |       |
| NC  | Hap Sharp               |         |           |        |       |
| NC  | Maurice Trintignant     |         |           |        |       |
| NC  | Lloyd Ruby              |         |           |        |       |
| NC  | Keith Greene            |         |           |        |       |
| NC  | Jim Hall                |         |           |        |       |
| NC  | Jack Fairman            |         |           |        |       |
| NC  | Ian Burgess             |         |           |        |       |
| NC  | Henry Taylor            |         |           |        |       |
| NC  | Lucien Bianchi          |         |           |        |       |

### Campeonato de Constructores
| Pos. | Constructor          | MON | NED | BEL | FRA | GBR | GER | ITA | USA | Puntos  |
| ---- | -------------------- | --- | --- | --- | --- | --- | --- | --- | --- | ------- |
| 1    | Ferrari              | (2) | 1   | 1   | 1   | 1   | (2) | 1   | WD  | 40 (52) |
| 2    | Lotus-Climax         | 1   | 3   | 8   | 3   | 10  | 1   | 10  | 1   | 32      |
| 3    | Porsche              | 5   | 10  | (6) | 2   | 5   | 7   | 2   | 2   | 22 (23) |
| 4    | Cooper-Climax        | (6) | (6) | 5   | 5   | 4   | (5) | 3   | 4   | 14 (18) |
| 5    | BRM-Climax           | 13  | 8   | 13  | 6   | 9   | Ret | 5   | 3   | 7       |
| NC   | Cooper-Maserati      | 7   |     | Ret | 13  | 12  | Ret | 8   |     | 0       |
| NC   | Gilby-Climax         |     |     |     |     | 15  |     |     |     | 0       |
| NC   | Ferguson-Climax      |     |     |     |     | DSQ |     |     |     | 0       |
| NC   | De Tomaso-OSCA       |     |     |     | Ret |     |     | Ret |     | 0       |
| NC   | Lotus-Maserati       |     |     |     |     |     |     | Ret |     | 0       |
| NC   | De Tomaso-Alfa Romeo |     |     |     |     |     | WD  | Ret |     | 0       |
| NC   | JBW-Climax           |     |     |     | WD  |     |     | Ret |     | 0       |
| NC   | Emeryson-Maserati    | DNQ |     |     |     | WD  |     | DNQ |     | 0       |
| Pos. | Constructor          | MON | NED | BEL | FRA | GBR | GER | ITA | USA | Puntos  |

Leyenda adicional
- En negrita, los 5 mejores resultados computables para el Campeonato de Constructores.
- Entre (paréntesis), el cómputo total de puntos obtenidos.